# 徹里吉
徹里吉（てつりきつ）は、中国の通俗歴史小説『三国志演義』に登場する羌族（西羌）の架空の王。

## 物語中の活躍
| 姓名         | 徹里吉 |
| 出身地       | -      |
| 職官         | 西羌王 |
| 陣営・所属等 | -      |
| 家族・一族   | -      |

曹操の時代から朝貢する。諸葛亮の北伐により魏の曹真より援軍を求められ、雅丹宰相、越吉元帥に15万の兵士と鉄車兵を与えて、蜀の西平関を攻めさせる。しかし西羌軍は敗北して越吉は戦死、雅丹は捕らえられる。雅丹は蜀の諸葛亮から徹里吉への和平の言伝を託され解放、帰国している。その後、徹里吉、雅丹は物語から姿を消す。
なお実際の歴史上において羌が中国王朝型の国家組織を形成したのは、上記の時代設定から約150年以上後の後秦（384年建国）が初めてである。